# マイク・ウィルソン (外野手)
マイケル・ラードーン・ウィルソン（Michael LaDon Wilson, 1983年6月29日 - ）は、アメリカ合衆国オクラホマ州タルサ出身の元プロ野球選手（外野手）。右投右打。

## 経歴

### プロ入りとマリナーズ時代
2001年のMLBドラフトでシアトル・マリナーズに2巡目（全体67位）で指名され入団した。
2002年は傘下ルーキーリーグのアリゾナリーグ・マリナーズ（AZLマリナーズ）で41試合に出場し、打率.238、4本塁打、19打点を記録した。
2003年も傘下ルーキーリーグのAZLマリナーズで48試合に出場し、打率.311、3本塁打、25打点を記録した。
2004年は傘下ショートシーズンAのエバレット・アクアソックスで66試合に出場し、打率.259、9本塁打、51打点を記録した。
2005年は傘下Aのウィスコンシン・ティンバー・ラトラーズで127試合に出場し、打率.266、19本塁打、84打点を記録した。
2006年は傘下アドバンスAのインランド・エンパイア・シックスティシクサーズで52試合に出場し、打率.315、9本塁打、38打点を記録した。その後、傘下AAのサンアントニオ・ミッションズに昇格した、ここでは67試合に出場し、打率.245、12本塁打、43打点を記録した。
2007年は怪我のため、リハビリも兼ねて開幕をAZLマリナーズで迎えた。ここでは2試合に出場した。その後、傘下AAのウェストテン・ダイヤモンドジャックスに昇格した。ここでは55試合に出場し、打率.188、10本塁打、28打点を記録した。
2008年は傘下AAウェストテンで119試合に出場し、打率.276、27本塁打、84打点を記録した。
2009年2月21日にケン・グリフィー・ジュニアの加入に伴いFAとなった。しかし、23日にマイナー契約で再契約を結んだ。同年も開幕を傘下AAウェストテンで迎えた。ここでは26試合に出場し、打率.247、5本塁打、12打点を記録した。その後、傘下AAAのタコマ・レイニアーズへ昇格した。ここでは40試合に出場し、打率.164、5本塁打、18打点を記録した。
2010年は傘下AAウェストテンで開幕を迎えた。ここでは29試合に出場し、打率.292、8本塁打、22打点を記録した。その後、傘下AAAタコマに昇格した。ここでは88試合に出場し、打率.273、17本塁打、56打点を記録した。オフの11月23日にマイナー契約を結び、スプリングトレーニングに招待選手として参加した。
2011年にはマリナーズ傘下に所属し10年が経ちアメリカンフットボールに転向する事も真剣に考えたものの、27歳という年齢から断念した。また、3度のFA機会の際には日本球界も視野にいれていた。5月9日にメジャーに昇格し、10日に悲願のメジャーデビューを果たした。
2012年は傘下AAAタコマで開幕を迎えた。ここでは71試合に出場し、打率.239、12本塁打、37打点を記録した。オフの10月16日にFAとなった。

### 独立リーグ時代
2013年は、開幕前にニューヨーク・メッツとマイナー契約を結んだが、3月にFAとなった。その後、アトランティックリーグのサマセット・ペイトリオッツと契約を結んだ。ここでは23試合に出場し、打率.325、3本塁打、18打点を記録した。

### パドレス傘下時代
2013年5月に、サンディエゴ・パドレスとマイナー契約を結んだ。傘下AAA級のツーソン・パドレスでプレーした。ここでは76試合に出場し、打率.291、7本塁打、42打点を記録した。

### レッズ傘下時代
2013年11月6日に、シンシナティ・レッズとマイナー契約を結んだ。
2014年は、傘下AAA級ルイビル・バッツで開幕を迎えた。ここでは29試合に出場し、打率.205、3本塁打3、7打点を記録したが、成績不振で5月16日にFAとなった。

### レッズ退団後
レッズ退団後は、2014年5月にアトランティックリーグのサマセット・ペイトリオッツと再契約し、7月にはメキシカンリーグのモンクローバ・スティーラーズと契約した。
2015年は北米独立リーグであるアメリカン・アソシエーションのウィニペグ・ゴールドアイズで開幕を迎え、6月にはメキシカンリーグのベラクルス・イーグルス、7月にはラグナ・カウボーイズ、8月には前年も在籍したサマセット・ペイトリオッツと所属チームを転々とした。この年限りで現役を引退した。

## 詳細情報

### 年度別打撃成績
| 年 度     | 球 団     | 試 合 | 打 席 | 打 数 | 得 点 | 安 打 | 二 塁 打 | 三 塁 打 | 本 塁 打 | 塁 打 | 打 点 | 盗 塁 | 盗 塁 死 | 犠 打 | 犠 飛 | 四 球 | 敬 遠 | 死 球 | 三 振 | 併 殺 打 | 打 率 | 出 塁 率 | 長 打 率 | O P S |
| --------- | --------- | ----- | ----- | ----- | ----- | ----- | -------- | -------- | -------- | ----- | ----- | ----- | -------- | ----- | ----- | ----- | ----- | ----- | ----- | -------- | ----- | -------- | -------- | ----- |
| 2011      | SEA       | 8     | 28    | 27    | 0     | 4     | 1        | 0        | 0        | 5     | 3     | 0     | 0        | 0     | 0     | 1     | 0     | 0     | 7     | 1        | .148  | .179     | .185     | .364  |
| 通算：1年 | 通算：1年 | 8     | 28    | 27    | 0     | 4     | 1        | 0        | 0        | 5     | 3     | 0     | 0        | 0     | 0     | 1     | 0     | 0     | 7     | 1        | .148  | .179     | .185     | .364  |

### 背番号
- 44 (2011年)